# Іванчиці (Луцький район)
Іва́нчиці — село в Україні, у Луцькому районі Волинської області. Входить до складу Луцької міської громади. Населення становить 313 осіб.

## Історія

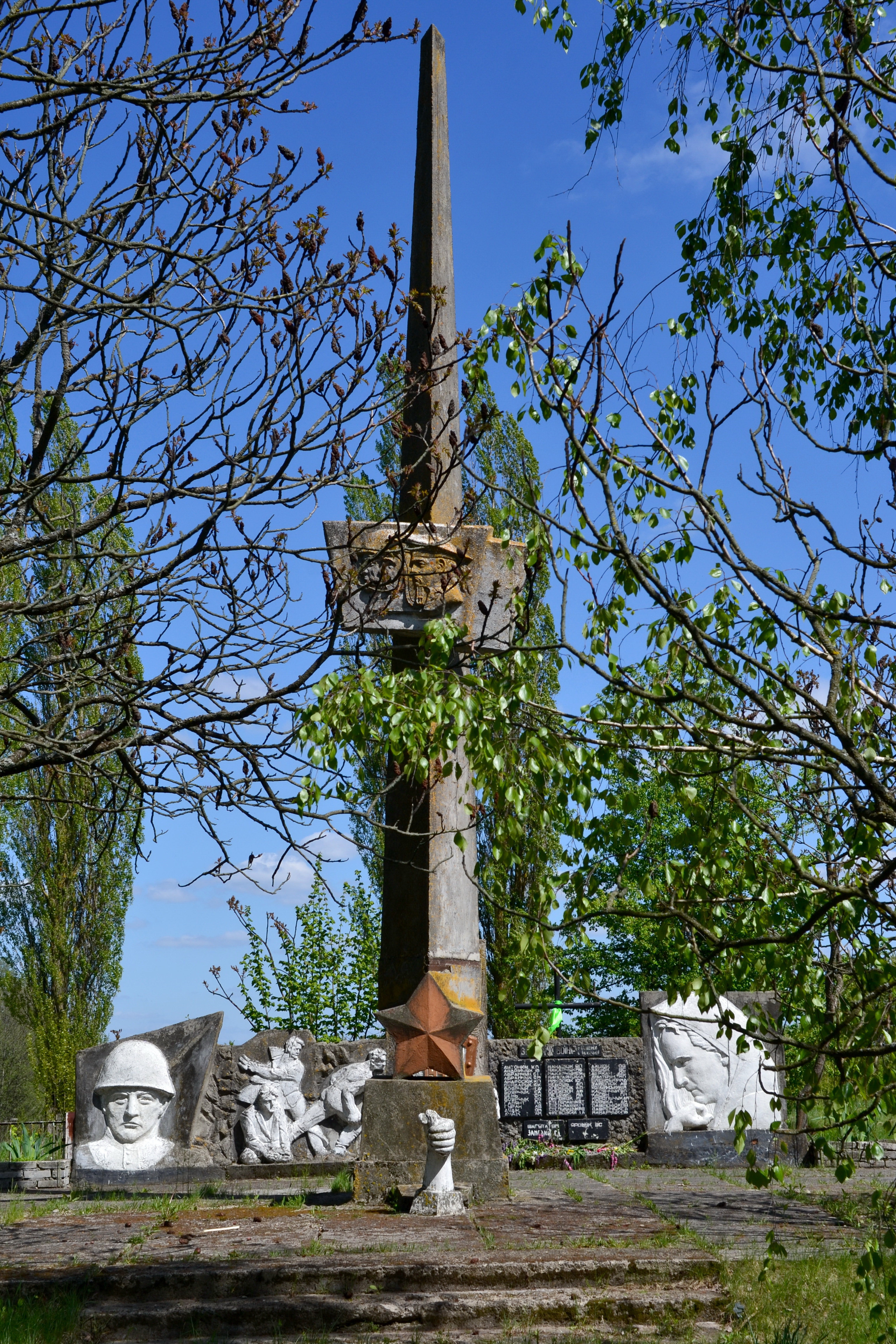
Пам'ятник на честь загиблих воїнів с. Озденіж та с. Іванчиці

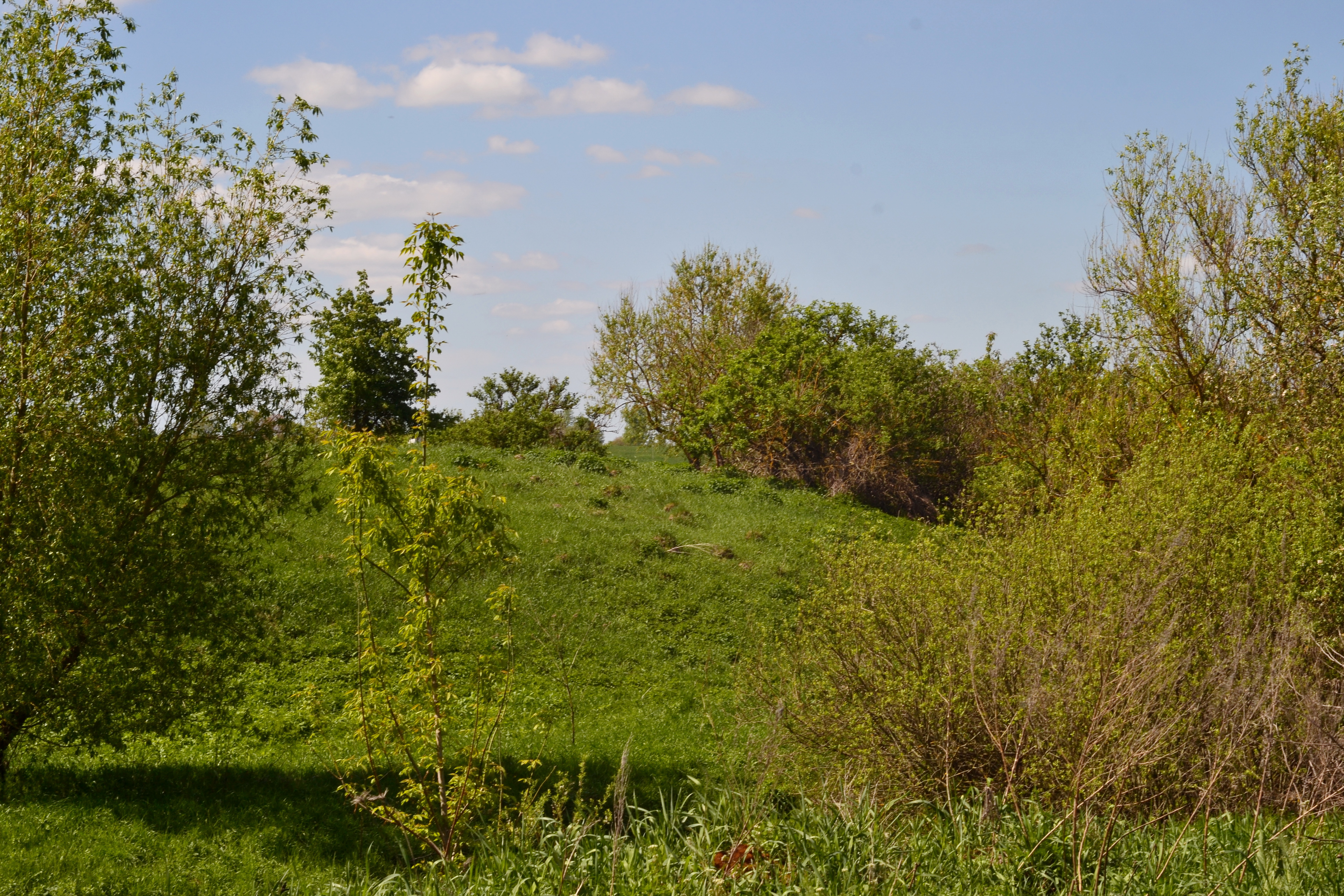
Іванчиці-8, поселення багатошарове: доба бронзи і давньоруського часу Х—ХІІІ ст. (в південній частині села, на правому березі р. Серна)

До 2020 року на території функціонувала Іванчицівська сільська рада в складі сіл Іванчиці та Озденіж.
12 червня 2020 року, згідно з розпорядженням Кабінету Міністрів України  № 708-р, село увійшло до складу Луцької міської громади.

## Населення
Розподіл населення за рідною мовою за даними перепису 2001 року:
| Мова       | Відсоток |
| ---------- | -------- |
| українська | 98,72 %  |
| молдовська | 0,64 %   |
| російська  | 0,64 %   |

## Сучасність
Після ліквідації Рожищенського району і входження села до Луцької громади влада ухвалила рішення закрити комунальний заклад середньої освіти «Іванчицівська гімназія № 33 Луцької міської ради» через недостатню кількість учнів.